# Saint Vincent i Grenadyny na Mistrzostwach Świata w Lekkoatletyce 2013
Reprezentacja Saint Vincent i Grenadyn na Mistrzostwach Świata w Lekkoatletyce 2013 liczyła 2 zawodników.

## Występy reprezentantów Saint Vincent i Grenadyn

### Mężczyźni
| Konkurencja   | Zawodnik               | Runda 1  | Runda 1 | Półfinał | Półfinał | Finał    | Finał   |
| Konkurencja   | Zawodnik               | Rezultat | Pozycja | Rezultat | Pozycja  | Rezultat | Pozycja |
| ------------- | ---------------------- | -------- | ------- | -------- | -------- | -------- | ------- |
| Bieg na 200 m | Courtney Carl Williams | 21,98    | 49.     | NQ       | NQ       | NQ       | NQ      |

### Kobiety
| Konkurencja   | Zawodnik         | Runda 1    | Runda 1 | Półfinał | Półfinał | Finał    | Finał   |
| Konkurencja   | Zawodnik         | Rezultat   | Pozycja | Rezultat | Pozycja  | Rezultat | Pozycja |
| ------------- | ---------------- | ---------- | ------- | -------- | -------- | -------- | ------- |
| Bieg na 200 m | Kineke Alexander | 23,42      | 34.     | NQ       | NQ       | NQ       | NQ      |
| Bieg na 400 m | Kineke Alexander | 51,62 (SB) | 14. Q   | 51,64    | 15.      | NQ       | NQ      |